# Kinuski Kakku
Kinuski Kakku est une actrice russo-finoise en films pornographiques bien qu'elle figure au générique de quelque films conventionnels. Ses films X contiennent de scènes de pornographie extrême telles que sadomasochisme et sodomie.

## Biographie
Kakku est née le 16 août 1988 à Léningrad actuelle Saint Pétersbourg (Russie).
Elle a la double nationalité russe et finlandaise
Après des études secondaires, elle obtient trois diplômes Universitaires: Bachelor en arts et conception, services financiers à l'Ecole de Commerce et finance de l'Université d'État de Saint-Pétersbourg, un cycle postgrade à l'International Business de Finlande. Elle travaille comme journaliste, designer graphique et photographe avant de devenir mannequin à l'âge de 30 ans et de pénétrer l'industrie du X en 2019 sous le pseudonyme de Kinuski.

## Carrière
Kinuski débute donc tard pour cette profession. Elle fait ses premiers pas aux studios Jacquie et Michel pour lesquels elle interprète deux films : Sodomie en Laponie et La si délicieuse Kinuski est très portée sur la sodomie avant de travailler pour Evil Angel, Girlfriends Films (studios spécialisés dans les films de saphisme) et Private pour ne citer que ceux-ci. Les autres studios pour lesquels elle travaille sont plutôt des studios produisant des scénettes destinées à être postées et vues sur Internet.

## Filmographie sélective
Kinuski a interprété 42 films depuis ses débuts y compris de nombreuses scénettes web et des compilations et six séries pour la télévision,.

### Films
- 2019 : Anal Heroes (Evil Angel)
- 2019 : Private Gold 237: Fitting Room Flings (Private)
- 2020 : Precious Moments 3 (Girlfriend Films)
- 2020 : Private Specials 289: Horny Runners (Private)
- 2020 : Private Specials 299: Anal Threesomes by Private 3 (Private)

### Séries érotiques pour la télévision
- 2019 : Sapphic Erotica
- 2019 : Euro Teen Erotica
- 2019 : A Girl Knows
- 2019 : Tushy
- 2019 : Woodman Casting X
- 2019 : Joymii